# Amalie Augsburg
Amalie Marie Wilhelmine Friederike Augsburg oder Augspurg (geboren 5. August 1844 in Lesum, nun Ortsteil von Bremen; gestorben 23. September 1899 in Dresden) war eine deutsche Malerin und Grafikerin.

## Leben
Amalie war die Tochter des Advokaten und Obergerichtsanwalts Wilhelm Moritz Augsburg und seiner Ehefrau Augusta, geborene Langenbeck.
Sie studierte ab 1868 zunächst in Hannover bei Edmund Koken, dann in München an der dortigen „Weberschen Kunstschule“ sowie ab 1870 im Privatatelier von Bernhard Fries.
Nach ihrer Übersiedelung nach Dresden erteilte sie selbst Unterricht. Daneben malte sie „kleine gefühlvolle Bilder“ und beschickte verschiedene Kunstausstellungen wie beispielsweise 1876 die 20. Kunstausstellung des Kunstvereins Bremen. Unter anderem entwarf sie ein Gedenkblatt für die 1888 verstorbenen Kaiser Wilhelm I. und Friedrich III.
Amalie Augsburg starb unverheiratet 1899 im Alter von 55 Jahren in ihrer Dresdner Wohnung.
Sie war eine Verwandte der Frauenrechtlerin, Journalistin und Fotografin Anita Augspurg.